# چشم‌آبی نئون
چشم‌آبی نئون (نام علمی: Pseudomugil cyanodorsalis) نام یک گونه از سرده ماهی‌های چشم‌آبی است.